# Angst (album KMFDM)
Angst – siódmy album studyjny niemieckiego zespołu industrialnego KMFDM, wydany 13 października 1993 roku. Nagrany został w Chicago w Illinois. Wersja zremasterowana została wydana w 2006 roku.

## Opis
Album Angst jest pierwszym z albumów KMFDM, który jest bardzo wyraźnie utrzymywany w klimacie heavy metalu i rocka industrialnego przez częste użycie gitarowych riffów. Jest to zawdzięczane głównie członkowi zespołu Markowi Durante'owi, który przez swoje charakterystyczne ciężkie użycie gitar, przesunął KMFDM na właśnie metalowy charakter. Album ostatecznie wprowadził KMFDM i charakterystyczną muzykę zespołu do mainstreamu tamtych czasów. Na albumie jest wiele piosenek poruszających problemy społeczne i polityczne, anty-wojennych, a także w których zespół odnosi się do siebie. Dwoma głównymi wokalistami na piosenkach z albumu są lider KMFDM Sascha Konietzko i członek zespołu En Esch, ale na wielu z nich wokale zapewniła także holenderska piosenkarka Dorona Alberti, której wokale były później chwalone przez fanów i krytyków.

## Lista utworów
1. "Light" - 6:05
2. "A Drug Against War" - 3:43
3. "Blood" (Evil-Mix) - 5:12
4. "Lust" - 4:22
5. "Glory" - 3:54
6. "Move On" - 5:33
7. "No Peace" - 4:28
8. "A Hole in the Wall" - 5:50
9. "Sucks" - 3:32
10. "The Problem" - 6:03